# Allisyn Ashley Arm
Allisyn Ashley Snyder (szül.: Arm) (Glendale, Kalifornia, 1996. április 25. –) amerikai színésznő.
Legismertebb alakítása Zora Lancaster 2009 és 2011 között a Sonny, a sztárjelölt és 2011 és 2012 között a So Random! című sorozatokban. Az A.P. Bio című sorozatban is szerepelt.

## Fiatalkora
1996. április 25-én született a kaliforniai Glendale-ben. Szülei Steve és Anji Arm. Négy és fél éves korában a szülei beíratták színésziskolába.

## Pályafutása
Első színészi munkája egy Bounty reklámfilmben volt, amelyet soha nem adtak le. Utána több mint 60 reklámban szerepelt. 2007-ben szerepelt a Kalifornia királya című filmben Michael Douglas oldalán. 2009 és 2011 között a Disney Channel Sonny, a sztárjelölt című sorozatában, és annak a spin-offjában a So Random! című sorozatban szerepelt. Férjével megalapították a Watch Footage Production nevű céget.

## Magánélete
11 éves kora óta vegetáriánus. 2014 decemberében ismerkedett meg Dylan Riley Snyderrel. A pár 2019. szeptember 19-én házasodott össze.

## Filmográfia

### Filmek
| Év   | Magyar cím          | Eredeti cím             | Szerep            | Magyar hang   |
| ---- | ------------------- | ----------------------- | ----------------- | ------------- |
| 2016 |                     | Ozark Sharks            | Molly Kaye        |               |
| 2014 |                     | Aimy in a Cage          | Aimy Micry        |               |
| 2008 | Az üresfejű         | Meet Dave               | lány              |               |
| 2007 | Anyámon a tanárom   | Mr. Woodcock            | cserkészlány      |               |
| 2007 |                     | Greetings from Earth    | kislány           |               |
| 2007 | Kalifornia királya  | King of California      | Miranda 9 évesen  | Talmács Márta |
| 2005 | Szemtelen szemtanúk | Man of the House        | Charlotte Tulaire |               |
| 2004 | Lökött gyásznép     | Eulogy                  | Collin lánya      |               |
| 1998 |                     | The Cask of Amontillado | Montresso lánya   |               |

### Televíziós szerepek
| Év        | Magyar cím                               | Eredeti cím                            | Szerep               | Megjegyzések                          |
| --------- | ---------------------------------------- | -------------------------------------- | -------------------- | ------------------------------------- |
| 2018–     |                                          | A.P. Bio                               | Heather              | mellékszereplő                        |
| 2018      |                                          | Noches con Platanito                   | önmaga               | 1 epizód                              |
| 2018      |                                          | No, That's Okay. I'm Good              | önmaga               | 1 epizód                              |
| 2015      |                                          | Betch: A Sketch Show                   | AAA                  | 1 epizód                              |
| 2015      | Nem én voltam!                           | I Didn't Do It                         | Shelley              | 1 epizód                              |
| 2013–2015 |                                          | AwesomenessTV                          | különböző karakterek | mellékszereplő                        |
| 2013      | A hidegsebész                            | Body of Proof                          | Celeste              | 1 epizód                              |
| 2012–2013 | Jake és Sohaország kalózai               | Jake and the Never Land Pirates        | Stormy (hang)        | mellékszereplő                        |
| 2012      | Esküdt ellenségek: Különleges ügyosztály | Law & Order: Special Victims Unit      | Anna                 | 1 epizód                              |
| 2011–2012 |                                          | So Random!                             | Zora Lancaster       | főszereplő                            |
| 2009–2011 | Sonny, a sztárjelölt                     | Sonny with a Chance                    | Zora Lancaster       | főszereplő magyar hangja Kántor Kitty |
| 2009      |                                          | Disney Channel's Totally New Year 2009 | önmaga               | különkiadás                           |
| 2008      |                                          | Disney Channel's Totally New Year      | önmaga               | játékos                               |
| 2007      |                                          | Back to You                            | gyerek               | 1 epizód                              |
| 2006      | Emberrablás                              | Vanished                               | Violet               | 1 epizód                              |
| 2006      |                                          | Dive Olly Dive!                        | Beth                 | 6 epizód                              |
| 2005      |                                          | Inconceivable                          | Lexie                | 1 epizód                              |
| 2005      | Szívem csücskei                          | Still Standing                         | Ella                 | 1 epizód                              |
| 2003      | 10-8: Veszélyes őrjárat                  | 10-8: Officers on Duty                 | kicsi sírós lány     | 1 epizód                              |
| 2003      | Amynek ítélve                            | Judging Amy                            | Molly Maddox         | 1 epizód                              |
| 2003      | Jóbarátok                                | Friends                                | Leslie Buffay        | 1 epizód                              |
| 2003      |                                          | Miracles                               | Amelia Wye           | 1 epizód                              |
| 2002      | Mrs. Klinika                             | Strong Medicine                        | Wendy Withers        | 1 epizód                              |